# Edmond Doutté
Edmond Doutté, né le 14 janvier 1867 à Évreux et mort le 6 août 1926 à Paris, est un sociologue, orientaliste et islamologue — arabisant et berbérisant — français aux multiples facettes ; notamment un explorateur français en son temps de l'islam et du Maghreb.

## Biographie
Edmond Théodore Félix Doutté naît le 14 janvier 1867 à Évreux, dans l'Eure ; son père s'appelle aussi Edmond et sa mère, née Guignan, Stéphanie.
Edmond Doutté a épousé Jeanne Hubert, dont il devint veuf, et a eu comme enfants Anne-Marie et Edmond, qui lors de son décès étaient respectivement professeur à l'École primaire supérieure de vertus et religieux sous le nom de frère Cyprien.
Edmond Doutté meurt à Paris 14e le 6 août 1926, à l'âge de 59 ans, en son domicile du 17 de la rue Delambre, après avoir reçu l'extrême-onction. Trois jours plus tard, à la suite d'une cérémonie en l'église parisienne Notre-Dame-des-Champs, il est inhumé au cimetière de Bagneux. Sa sépulture est transférée au cimetière parisien de Thiais en 1963.
En 1927, Marcel Mauss dit de lui, dans L'Année sociologique, qu'il « fut un explorateur complet, géographe, géologue, naturaliste, anthropologue, ethnographe, sociologue, historien, linguiste, agent d'information », ainsi qu'un « homme politique ».

## Œuvres
- Notes sur l'islâm magribin : Les Marabouts, Paris, Ernest Leroux, 1900, 124 p. (lire en ligne)Extrait de la Revue de l'histoire des religions, t. XL et XLI.
- Les Aïssâoua à Tlemcen, Châlons-sur-Marne, Martin frères, 1900, 30 p. (lire en ligne).
- « L’organisation domestique et sociale chez les Haha. Contribution à la sociologie marocaine », Renseignements Coloniaux, 1905,  n° 1, pp. 1-16.
- Merrâkech, Paris, Comité du Maroc, 1905.
- Doutté, Missions au Maroc, En tribu,  Paris, Librairie orientaliste Paul Geuthner, 1914, 441 p. [lire en ligne (page consultée le 8 janvier 2025)]
- Doutté, Magie et religion dans l'Afrique du Nord, Alger, Typographie Adolphe Jourdan, 1909, 618 p. [lire en ligne (page consultée le 8 janvier 2025)]
- Imroulcaïs, pièce arabe en trois actes. Coécrit avec Fernand Nozière, musique de Camille Erlanger. Produit par Sarah Bernhardt[6] et interprété pour la première fois au théâtre Sarah-Bernhardt, le 18 février 1919, Par Romuald Joubé (Imroulcaïs) et Ida Rubinstein (Oum Djondab).

## Distinctions
- Chevalier de la Légion d'honneur par décret du 9 mars 1906 (date du départ de la décoration : 22 octobre 1906)[7].
- Prix Bordin (Orientalisme) 1907 de l'Académie des inscriptions et belles-lettres pour Merrâkech.